# Euproctis seminigra
Euproctis seminigra är en fjärilsart som beskrevs av Joicey. 1916. Euproctis seminigra ingår i släktet Euproctis och familjen tofsspinnare. Inga underarter finns listade i Catalogue of Life.